# Битка при Яребична
Битката при Яребична е битка през Първата световна война, състояла се на 29 май-31 май 1918 г. при връх Яребична (1097 m) в Кожух между гръцко-френски части от една страна и български части от друга. Битката завършва със скъпо платен успех за Антантата. Българите са изтласкани от силно издадената пред фронта позиция с цената на противникови 441 убити, 2227 ранени и 167 изчезнали безследно срещу убити 600 и пленени 1712 български войници и офицери от 49-и пехотен полк. Това обаче умело е превърнато в силен пропаганден коз от Антантата и деморализира допълнително българските войници на Солунския фронт.

## Прелюдия
Българските войски заемат позициите около връх Яребична (на мъгленорумънски: Skra-di-Legen; на гръцки: Σκρα) северно от село Лумница (днес Скра) още през 1916 г. и дават няколко сражения на френски войски. 8-и приморски пехотен полк е прехвърлен от Добруджа в началото на 1917 г. на фронта на 5-а дивизия. При една атака през март-април 1917 г. френски части успяват да превземат Яребична, но при контраатака през май същата година 8-и полк я превзема наново. Приморци излизат от състава на 5-а дивизия по-късно същата година.
Българските войски, водили тежки боеве в продължение на две години, зле хранени и екипирани, засегнати от общата умора от войната, дълбоко разстроени от сведенията за тежкото положение в тила, понесли големи загуби, които командването все повече не е в състояние да попълва, са деморализирани. Въпреки усилията на командването армията прогресиращо губи боеспособността си, което намира израз във военния ѝ неуспех при Яребична през лятото на 1918 г. Силите на Антантата от своя страна са в добро състояние и подготвят решителна офанзива по долината на река Вардар.

## Разположение на войските
Българските войски след разгрома на Сърбия, по нареждане на немското командване прекратяват успешното си настъпление към Солун на границата с Гърция и заемат отбранителни позиции в Вардарска Македония. Пета пехотна дунавска дивизия е разположена около град Гевгели. Западно от града се намира силно фортифицираната позиция при село Хума, около 3 върха в Паяк планина образуващи триъгълник, вдаден на юг, към неприятеля. През май 1918 г. позицията се защитава от 3 пехотни полка на трета бригада на Пета пехотна дунавска дивизия: 2-ри пехотен полк в лявото крило, 50-и пехотен полк дясното крило, а фронталния за битката връх Яребична е зает от трите батальона на 49-и пехотен полк. В резерв остават българските 8-и, 60-и, 54-ти и германския 45-и пехотни полкове. Срещу тях Антантата изправя 3 гръцки дивизии- Архипелагска, Критска, Сярска, и 16-а френска колониална дивизия.

## Сражението
- Разположение на войските и гръцко-френско настъпление

Съглашението предприема 13-часов артилерийски обстрел преди да прати Архипелажката дивизия срещу добре окопаните български позиции. В 4:45 часа следва мощна атака главно по фланговете на връх Яребична. Въпреки загубата на редица пунктове, до вечерта позицията е удържана. На сутринта на следващия ден след повторен артилерийски обстрел, подкрепена и от съглашенска авиация, 3 гръцки полка в първа и два френски във втора линия на няколко гъсти вълни успяват да изтласкат 50-и полк и обграждат отвсякъде 49-и полк. Спасяват се само единствено 2 роти (от общо 12) с полковото знаме.

## Последствия
В битката напълно е унищожен 49-и пехотен полк, загиват 600 войници, а 1712 са пленени. Правят се няколко опити българските войски да си възстановят загубените позиции, но те са неуспешни. Моралът на българските войници на Македонския фронт пада до най-ниското си ниво, а с него и боеспособността на войниците. Цар Фердинанд I директно обвинява германските съюзници на България за загубата, които по никакъв начин не подпомагат защитата на Македонския фронт. За Антантата победата, макар и с цената на 2835 убити, ранени и безследно изчезнали срещу 600 убити българи, има важно пропагандно значение, като в резултат на нея, се предприема подготовка за масирано нападение по долината на река Вардар.